# NGC 667
NGC 667 је лентикуларна галаксија у сазвежђу Кит која се налази на NGC листи објеката дубоког неба.
Деклинација објекта је - 22° 55' 9" а ректасцензија 1h 44m 56,6s. Привидна величина (магнитуда) објекта NGC 667 износи 14,2 а фотографска магнитуда 15,2. NGC 667 је још познат и под ознакама ESO 477-2, PGC 6418.